# مايا لورانس
مايا لورانس (بالإنجليزية: Maya Lawrence)‏ هي مبارزة بالسيف أمريكية، ولدت في 17 يوليو 1980 في نيويورك في الولايات المتحدة.

## وصلات خارجية
- مايا لورانس على موقع الاتحاد الدولي للمبارزة (الإنجليزية)
- مايا لورانس على موقع أوليمبيديا (الإنجليزية)